# Ібрагім ібн Ташфін
Ібрагім ібн Ташфін (*бл. 1131 —1147) — 7-й володар і султан Альморавідів у 1145—1146 роках.

## Життєпис
Походив з династії Альморавідів. Син Ташфін ібн Алі. Народився у столиці Марракеш. Після смерті у 1145 році 14-літнього Ібрагіма було оголошено новим володарем держави. Фактично влада перебувала у впливових родичів.
В цей момент держава опинилася у складній ситуації. Абд аль-Мумін, очільник Альмохадів, розбив альморавідські війська поблизу Орану, після цього зайняв Фес та більшу частину Марокко, зокрема Мекнес і Сале. На Піренейях королі Арагону та Кастилії перейшли у наступ. У 1146 році Афонсу Енрікеш, граф Портукаленсе, зумів захопити місто Сантарен. Рамон Баранґе IV, граф Барселони, також розпочав відвоювання Каталонії.
У 1146 році з огляду на слабкість дій Ібрагіма та його опікунів відбувся заколот, яким було повалено владу Ібоагіма ібн Ташфіна. Замість нього володарем став стрийко Ісхак ібн Алі. Втім вже у 1147 році після захоплення Марракешу військами Альмохадів під час різанини Ібрагіма було вбито.